# Шепель (село)
Шепе́ль (укр. Шепель) — село в Луцкой городской общине Луцкого района Волынской области Украины. Предполагается, что на месте села в XI веке существовал город Шеполь, впервые упоминаемый в 1097 году.
Код КОАТУУ — 0722887501. Население по переписи 2001 года составляет 455 человек. Почтовый индекс — 45620. Телефонный код — 3322. Занимает площадь 1,16 км².

## Известные уроженцы
- Крестианполь, Пётр Игнатьевич (1871—?) — живописец и педагог.